# Caroline Goodall

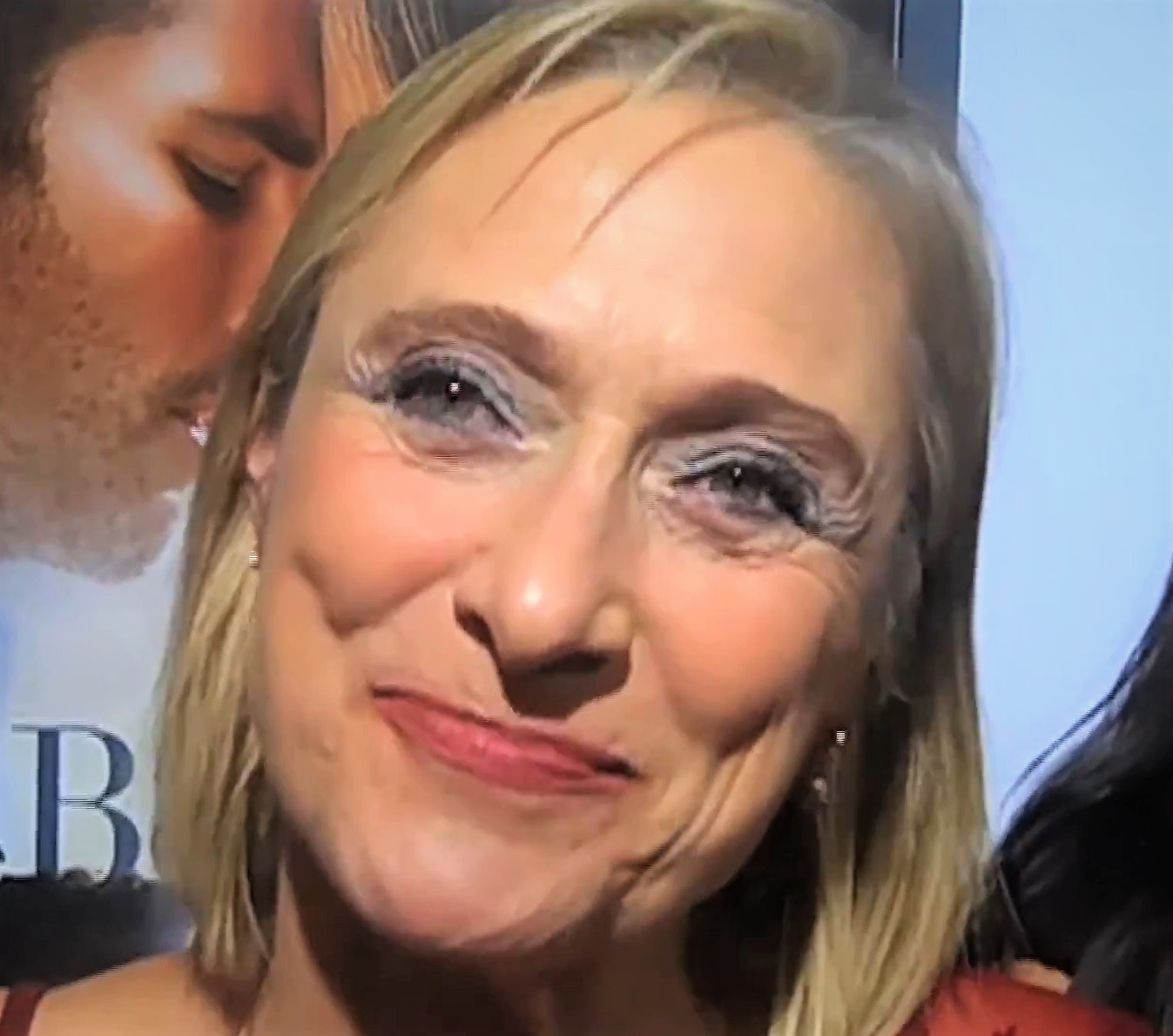
Caroline Goodall, 2014

Caroline Goodall (* 13. November 1959 in London, England) ist eine britisch-australische Film- und Theaterschauspielerin.

## Leben
Goodall, die die Doppelstaatsbürgerschaft des Vereinigten Königreichs und Australiens hat, da ihre Eltern gebürtige Australier sind, absolvierte die Bristol University und studierte danach Schauspiel.
Als Mitglied der Royal Shakespeare Company stand Goodall in zahlreichen Theaterproduktionen auf der Bühne und auch in kleinen Nebenrollen vor der Filmkamera, ehe Steven Spielberg auf sie aufmerksam wurde. Hook und Schindlers Liste waren zwei der Filme Spielbergs, in denen Goodall mitwirkte. Seit diesem Zeitpunkt kann man Goodall in zahlreichen Fernseh- und Kinofilmen sehen.
Privat war Goodall bis 1993 mit dem Schauspieler Derek Hoxby verheiratet. Seit 1994 ist sie mit dem italienischen Kameramann Nicola Pecorini verheiratet. Das Paar hat eine Tochter und einen Sohn.

## Filmografie (Auswahl)
Spielfilme
- 1991: Hook
- 1993: Cliffhanger – Nur die Starken überleben (Cliffhanger)
- 1993: Schindlers Liste (Schindler’s List)
- 1994: Enthüllung (Disclosure)
- 1995: Der silberne Hengst (The Silver Brumby)
- 1996: White Squall – Reißende Strömung (White Squall)
- 1997: Vom Retter missbraucht (Casualties)
- 1998: Opernball
- 2001: Die Nebel von Avalon (The Mists of Avalon)
- 2001: Plötzlich Prinzessin (The Princess Diaries)
- 2002: Und plötzlich war es Liebe (Me & Mrs. Jones)
- 2004: American Princess (Chasing Liberty)
- 2004: Haven
- 2004: Plötzlich Prinzessin 2 (The Princess Diaries 2)
- 2005: Glück in kleinen Dosen (The Chumscrubber)
- 2006: Herr der Diebe (The Thief Lord)
- 2009: My Big Fat Greek Summer (My Life in Ruins)
- 2009: Das Bildnis des Dorian Gray (Dorian Gray)
- 2012: The Cold Light of Day
- 2013: Dritte Person (Third Person)
- 2014: The Best of Me – Mein Weg zu dir (The Best of Me)
- 2015: The Dressmaker – Die Schneiderin (The Dressmaker)
- 2016: Bob, der Streuner (A Street Cat Named Bob)
- 2018: Hunter Killer
- 2021: Killer’s Bodyguard 2 (The Hitman’s Wife’s Bodyguard)
- 2021: Birds of Paradise
- 2024: Sew Torn

Fernsehserien
- 1978: Der Mondschimmel (The Moon Stallion, Fernsehminiserie)
- 1985: Remington Steele (Remington Steele)
- 1990: Agatha Christie’s Poirot (Poirot)
- 1991: Zurück in die Vergangenheit (Quantum Leap)
- 1998: Outer Limits – Die unbekannte Dimension (The Outer Limits, eine Folge)
- 2005: CSI: Den Tätern auf der Spur (CSI: Crime Scene Investigation)
- 2005: Alias – Die Agentin (Alias)
- 2006: Inspector Barnaby (Midsomer Murders) Fernsehserie, Staffel 9, Folge 2: Die tote Königin (Dead Letters)
- 2013: The White Queen
- 2014: Inspector Barnaby (Midsomer Murders), Fernsehserie, Staffel 16, Folge 5: Barnaby muss reisen (The Killings Of Copenhagen)
- 2016: The Crown (eine Folge)
- 2017: The White Princess
- 2018: Der junge Inspektor Morse (Endeavour, eine Folge)